# Remauville
Remauville is een gemeente in het Franse departement Seine-et-Marne (regio Île-de-France) en telt 429 inwoners (2004). De plaats maakt deel uit van het arrondissement Fontainebleau.

## Geografie
De oppervlakte van Remauville bedraagt 10,8 km², de bevolkingsdichtheid is 39,7 inwoners per km².
De onderstaande kaart toont de ligging van Remauville met de belangrijkste infrastructuur en aangrenzende gemeenten.

## Demografie
Onderstaande figuur toont het verloop van het inwonertal (bron: INSEE-tellingen).